# Día Mundial de la Poesía
El Día Mundial de la Poesía es una jornada que se celebra anualmente el 21 de marzo desde 2000 establecida por Unesco en noviembre de 1999.

## Proclamación
Durante su 30ª Conferencia General en París, el 16 de noviembre de 1999, la UNESCO proclamó el 21 de marzo como el Día Mundial de la Poesía, respondiendo a la iniciativa presentada en 1998 por Antonio Pastor Bustamante, quien abogaba por el reconocimiento global de la poesía. Esta organización adoptó la propuesta con el fin de fomentar la diversidad lingüística a través de la expresión poética, así como de estimular el diálogo cultural y la paz mediante este arte.

## Celebración
La celebración del Día Mundial de la Poesía tiene lugar cada año el 21 de marzo, celebrandose por primera vez en el 2000, una fecha que coincide con el equinoccio de primavera en el hemisferio norte, simbolizando así la renovación y el florecimiento de la cultura y la lengua a través de la poesía. Este día se ha establecido como una plataforma importante para honrar a los poetas, revivir las tradiciones orales de recitales de poesía, y promover la lectura, escritura y enseñanza de la poesía en todo el mundo. Se enfatiza la integración de la poesía con otras formas de arte y su visibilidad en los medios de comunicación.
Este día se celebra con distintos nombres y enfoques en diferentes regiones del mundo, reflejando la diversidad cultural y lingüística de cada comunidad, por ejemplo en Europa, se conoce como Primavera de los Poetas y en Colombia se celebra bajo el nombre de Común Presencia de los Poetas.